# Epiglaea apiata
Epiglaea apiata är en fjärilsart som beskrevs av Augustus Radcliffe Grote 1874. Epiglaea apiata ingår i släktet Epiglaea och familjen nattflyn. Inga underarter finns listade i Catalogue of Life.